# Liste der Biografien/Gad
Liste der Biografien |
Portal Biografien |
Personensuche
# |
A |
B |
C |
D |
E |
F |
G |
H |
I |
J |
K |
L |
M |
N |
O |
P |
Q |
R |
S |
T |
U |
V |
W |
X |
Y |
Z |
?
 
Ga |
Gb |
Gc |
Gd |
Ge |
Gf |
Gh |
Gi |
Gj |
Gk |
Gl |
Gm |
Gn |
Go |
Gp |
Gq |
Gr |
Gs |
Gu |
Gv |
Gw |
Gy |
Gz
 
Gaa |
Gab |
Gac |
Gad |
Gae |
Gaf |
Gag |
Gah |
Gai |
Gaj |
Gak |
Gal |
Gam |
Gan |
Gao |
Gap |
Gaq |
Gar |
Gas |
Gat |
Gau |
Gav |
Gaw |
Gax |
Gay |
Gaz
Die Liste der Biografien führt alle Personen auf, die in der deutschsprachigen Wikipedia einen Artikel haben. Dieses ist eine Teilliste mit 209 Einträgen von Personen, deren Namen mit den Buchstaben „Gad“ beginnt.

## Gad
- Gad, Prophet der Israeliten
- Gad, Cille (1675–1711), norwegische Autorin und Gelehrte
- Gad, Dora (1912–2003), rumänisch-israelische Architektin, Innenarchitektin, Möbeldesignerin
- Gad, Emma (1852–1921), dänische Autorin und Frauenrechtlerin
- Gad, Hubert (1914–1939), polnischer Fußballspieler
- Gad, Jens (* 1966), dänischer Gitarrist, Komponist und Musikproduzent
- Gad, Johannes (1842–1926), deutscher Neurophysiologe
- Gad, Josh (* 1981), US-amerikanischer SchauspielerJosh Gad (* 1981)

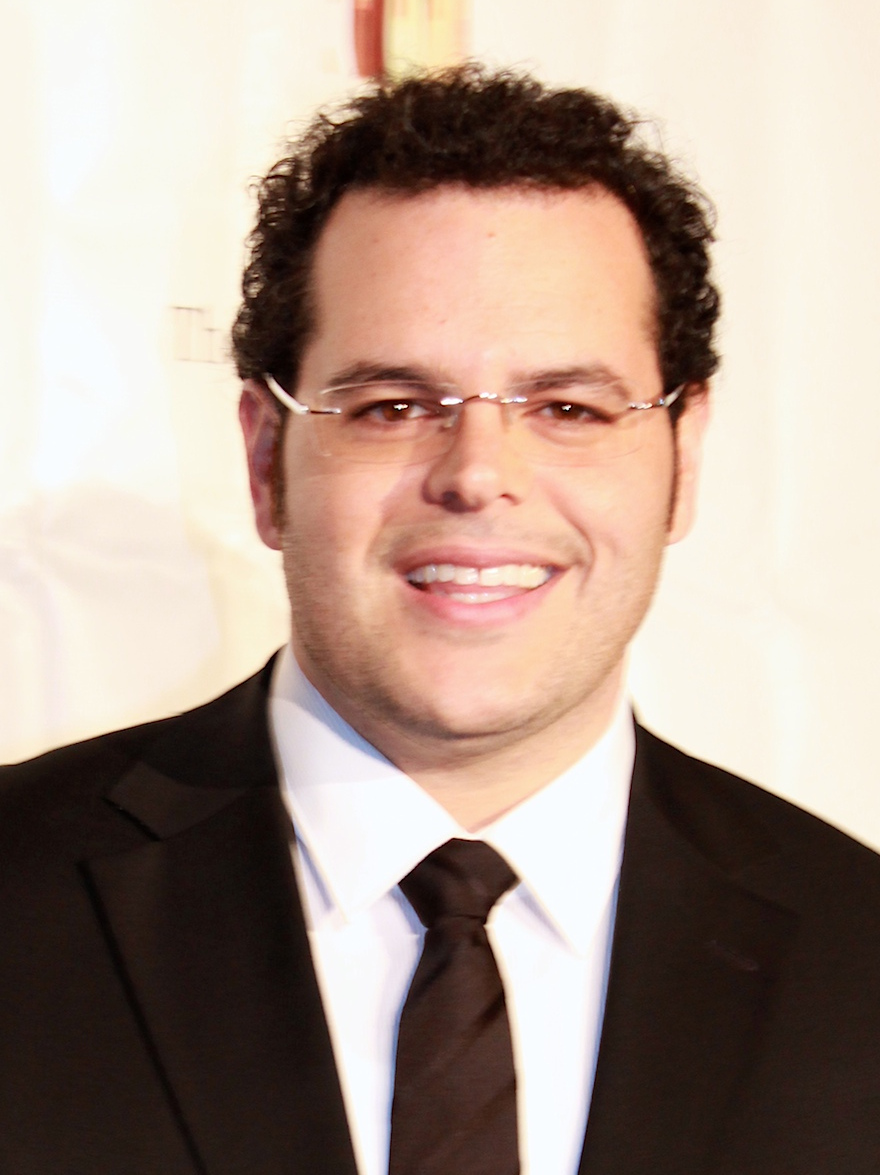
Josh Gad (* 1981)

- Gad, Toby (* 1968), deutscher Musikproduzent und Songwriter
- Gad, Urban (1879–1947), dänischer Drehbuchautor und Regisseur

### Gada
- Gadabu, Raymond († 1964), nauruischer Politiker
- Gadabu, Rennier, nauruischer Politiker
- Gadacz, Marcel (* 1988), deutscher Rock- und Metalmusiker
- Gadagkar, Raghavendra (* 1953), indischer Entomologe
- Gadahn, Adam Yahiye (1978–2015), US-amerikanischer Islamist und Terrorist
- Gadamer, Hans-Georg (1900–2002), deutscher Philosoph
- Gadamer, Johannes (1867–1928), deutscher Chemiker
- Gadamer, Oskar (1831–1887), deutscher Unternehmer und Stadtrat
- Gadanow, Alim Schalauatowitsch (* 1983), russischer Judoka
- Gadarat, aksumitischer König
- Gadarich, legendarischer König der Goten
- Gadatsch, Andreas (* 1962), deutscher Wirtschaftswissenschaftler
- Gadatsch, Hannelore (1941–2024), deutsche Fernsehjournalistin und -moderatorin
- Gadawits, Edith (1924–2013), österreichische Widerstandskämpferin gegen den Nationalsozialismus
- Gadayi, Edwin (* 2001), ghanaischer Sprinter

### Gadb
- Gadbois, Charles-Émile (1906–1981), kanadischer Geistlicher, Musikverleger und Komponist
- Gadbury, John (1627–1704), englischer Astrologe

### Gadd
- Gadd, Eric (* 1965), schwedischer Sänger
- Gadd, Richard (* 1989), schottischer Schauspieler, Komiker und AutorRichard Gadd (* 1989)

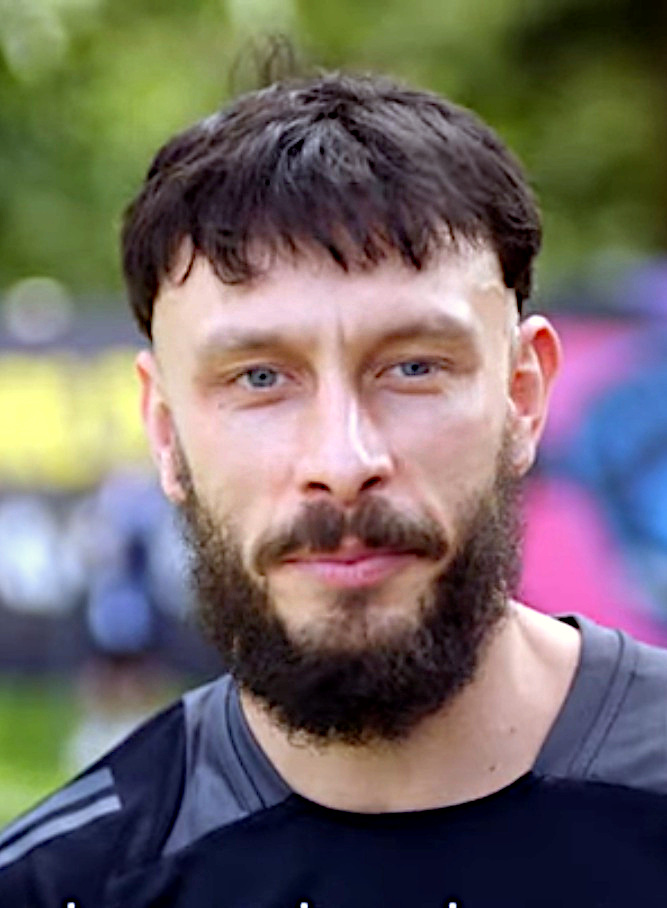
Richard Gadd (* 1989)

- Gadd, Steve (* 1945), US-amerikanischer Schlagzeuger
- Gadd, Trevor (* 1952), britischer Radrennfahrer
- Gadda, Carlo Emilio (1893–1973), italienischer Schriftsteller
- Gadda, Mario (1931–2008), italienischer Geigenbauer
- Gaddafi, Aischa al- (* 1976), libysche Anwältin, Tochter von Muammar al-Gaddafi
- Gaddafi, al-Saadi as- (* 1973), libyscher Fußballspieler, Fußballfunktionär und Filmproduzent
- Gaddafi, Chamis al- (* 1983), libyscher Militär
- Gaddafi, Hana (* 1985), libysche Medizinerin und Adoptivtochter Muammar Gaddafis
- Gaddafi, Hannibal al- (* 1975), libyscher Sohn von Muammar al-Gaddafi
- Gaddafi, Muammar al- (1942–2011), libyscher StaatschefMuammar al-Gaddafi (1942–2011)

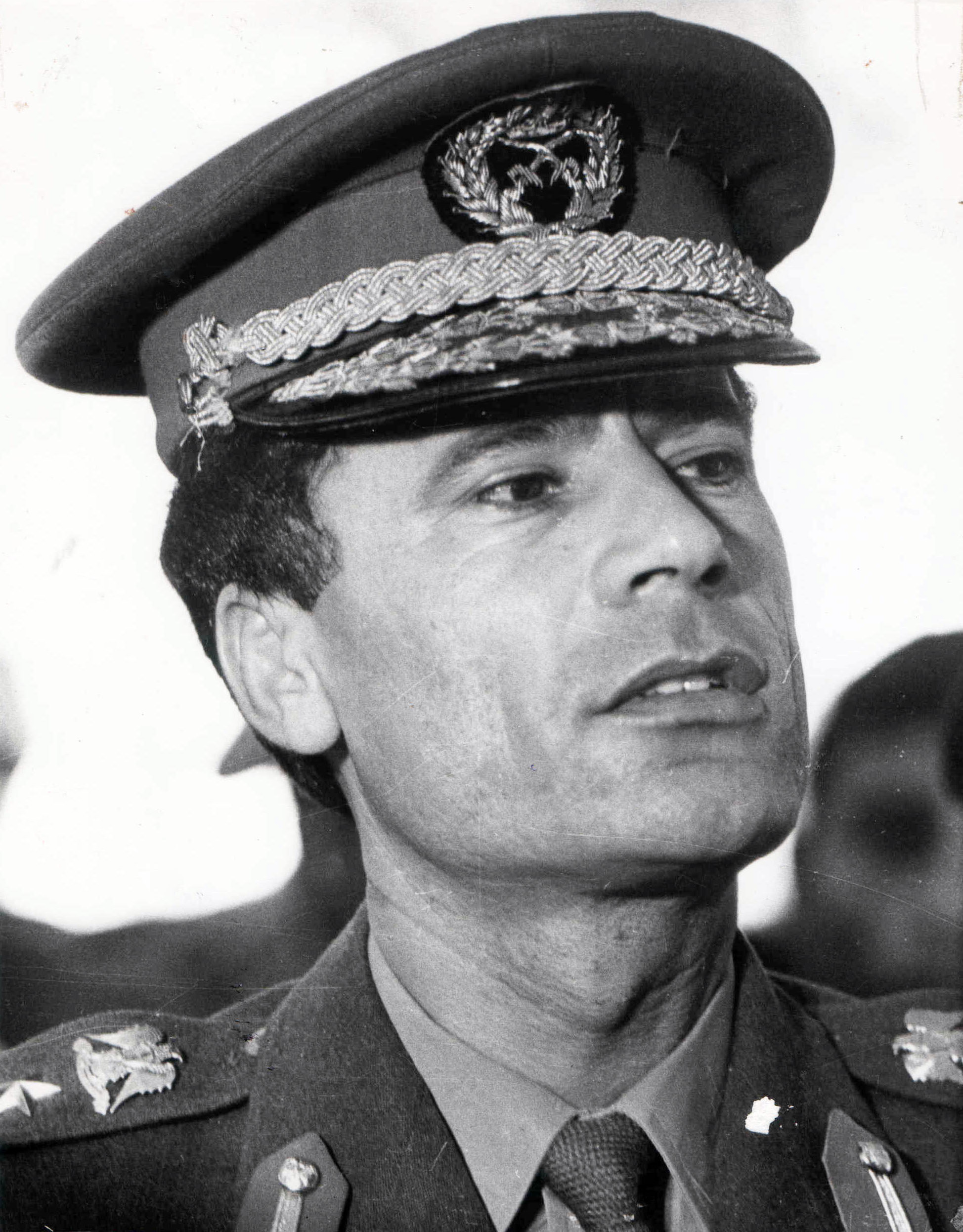
Muammar al-Gaddafi (1942–2011)

- Gaddafi, Mutassim († 2011), libyscher Sicherheitsberater und Sohn Muammar al-Gaddafis
- Gaddafi, Saif al-Arab al- († 2011), libyscher Sohn von Muammar al-Gaddafi
- Gaddafi, Saif al-Islam al- (* 1972), libyscher Architekt, Sohn des libyschen Revolutionsführers Muammar al-Gaddafi
- Gaddefors, Viktor (* 1992), schwedischer Basketballspieler
- Gaddi, Carlo (* 1962), italienischer Ruderer
- Gaddi, Clemente (1901–1993), italienischer Geistlicher und römisch-katholischer Erzbischof
- Gaddi, Taddeo (1290–1366), italienischer Maler
- Gaddi, Taddeo (1520–1561), italienischer Kardinal
- Gaddis, John Lewis (* 1941), US-amerikanischer Historiker
- Gaddis, Ray (* 1990), US-amerikanischer Fußballspieler
- Gaddis, Rudy (1926–2006), US-amerikanischer Country-Musiker
- Gaddis, Thomas E. (1908–1984), US-amerikanischer Schriftsteller
- Gaddis, Vincent (1913–1997), US-amerikanischer Reporter und Autor
- Gaddis, William (1922–1998), amerikanischer SchriftstellerWilliam Gaddis (1922–1998)

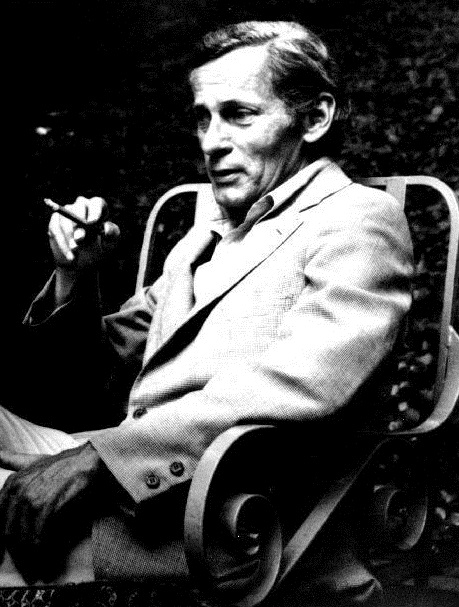
William Gaddis (1922–1998)

- Gaddo Gaddi (1260–1332), florentinischer Maler
- Gaddum, Eckart (* 1960), deutscher Journalist
- Gaddum, Johann Wilhelm (* 1930), deutscher Unternehmer und Politiker (CDU), MdL
- Gaddum, John (1900–1965), britischer Pharmakologe
- Gaddum, Ludwig (1843–1910), deutscher Jurist und Verwaltungsbeamter

### Gade
- Gadé, Analía (1931–2019), argentinische Schauspielerin
- Gade, Ariel (* 1997), US-amerikanische Schauspielerin
- Gäde, Gerhard (* 1950), deutsch-italienischer katholischer Theologe und Hochschullehrer
- Gade, Heinrich (1816–1910), deutscher Lehrer und Heimatforscher
- Gäde, Heinrich (1898–1983), deutscher Generalmajor im Zweiten Weltkrieg
- Gäde, Helmut (1932–2022), deutscher Agrarwissenschaftler
- Gade, Jacob (1879–1963), dänischer Komponist
- Gäde, Lilla Pauline Emilie (1852–1932), deutsche Malerin
- Gade, Lutz (* 1963), deutscher Chemiker
- Gäde, Marten (* 1986), deutscher Politiker (SPD)
- Gade, Niels Wilhelm (1817–1890), dänischer Komponist und DirigentNiels Wilhelm Gade (1817–1890)

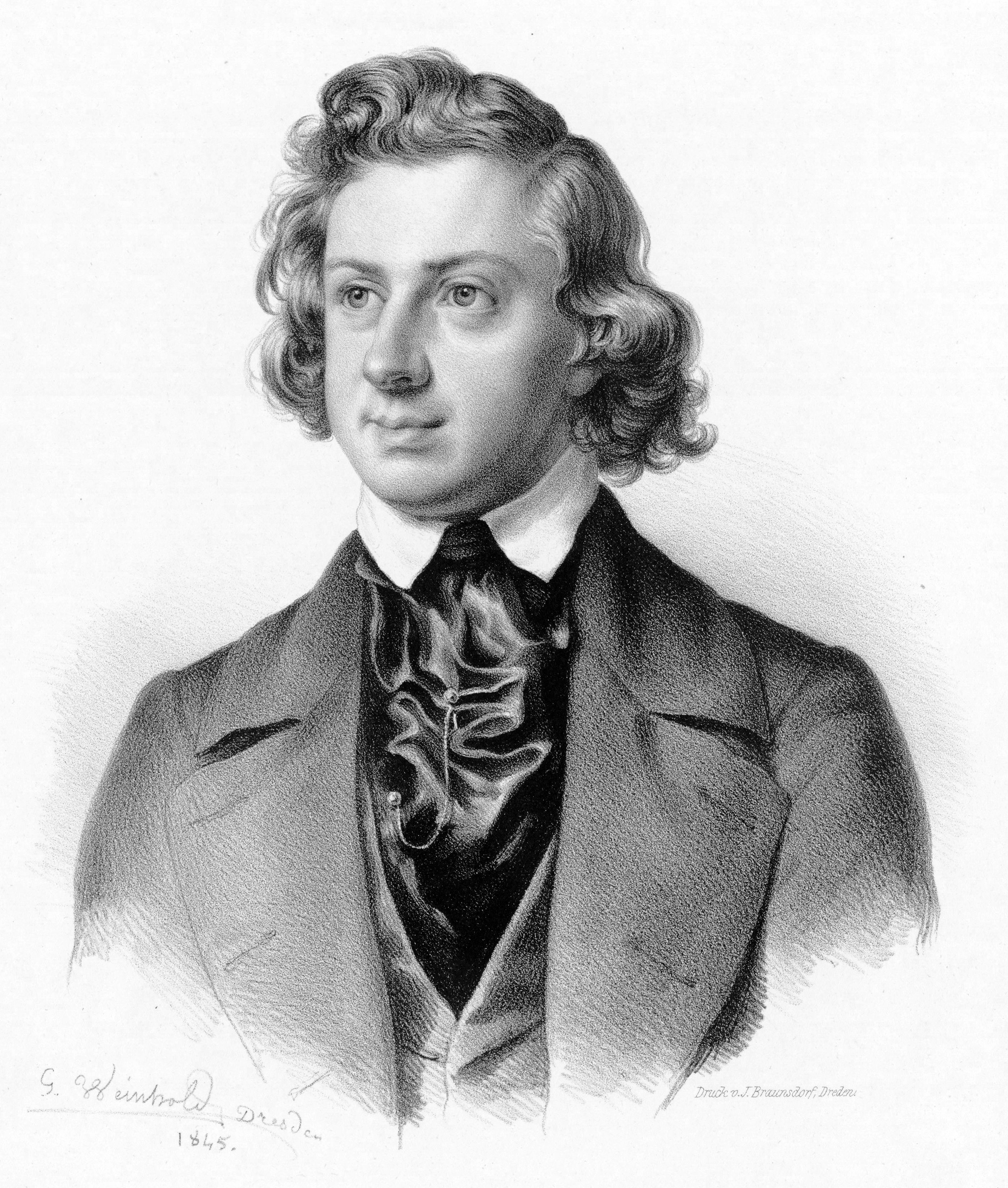
Niels Wilhelm Gade (1817–1890)

- Gade, Peter (* 1976), dänischer Badmintonspieler
- Gade, Simon (* 1997), dänischer Handballspieler
- Gade, Søren (* 1963), dänischer Politiker (Venstre), Mitglied des Folketing
- Gade, Stephan (* 1970), deutscher Musiker und Komponist für Filmmusik
- Gade, Svend (1877–1952), dänischer Regisseur, Bühnenbildner, Drehbuchautor und Szenenbildner
- Gäde-Butzlaff, Vera (* 1954), deutsche Managerin
- Gadea Mantilla, Fabio (* 1931), nicaraguanischer Journalist und Politiker
- Gadea, Hilda (1925–1974), peruanische Wirtschaftswissenschaftlerin und Autorin
- Gadéa, Kelly (* 1991), französische Fußballspielerin
- Gadea, Raúl (* 1937), uruguayischer Filmkritiker, Essayist und Kulturjournalist
- Gadea, Sergio (* 1984), spanischer Motorradrennfahrer
- Gadebois, Grégory (* 1976), französischer SchauspielerGrégory Gadebois (* 1976)

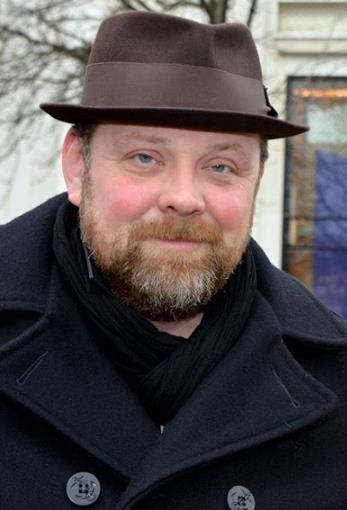
Grégory Gadebois (* 1976)

- Gadebusch, Detlef von, Ritter in mecklenburgischen Diensten
- Gadebusch, Friedrich Konrad (1719–1788), deutsch-baltischer Historiker und Jurist
- Gadebusch, Richard (1873–1913), deutscher Turner und Ruderer
- Gadebusch, Thomas Heinrich (1736–1804), deutscher Staatsrechtler und Historiker in schwedischen Diensten
- Gädechens, Ingo (* 1960), deutscher Politiker (CDU), MdB
- Gädecke, Waldemar (1874–1963), badischer Verwaltungsjurist
- Gadecki, Olivia (* 2002), australische Tennisspielerin
- Gądecki, Stanisław (* 1949), polnischer Geistlicher, römisch-katholischer Erzbischof von Posen
- Gadegast, Carl August (1791–1865), Schafzüchter, Pionier der Merinoschafzucht in Deutschland, MdL
- Gadegast, Richard Erich (1853–1943), sächsischer Generalleutnant
- Gadeikis, Romaldas (* 1957), litauischer Politiker, Bürgermeister von Joniškis
- Gadeikis, Tomas (* 1984), litauischer Kanute
- Gädeke, Sibylle (* 1961), deutsche Malerin, Bühnen- und Kostümbildnerin
- Gädeke, Thomas (* 1953), deutscher Kunsthistoriker
- Gädeke, Wilhelm (1831–1909), deutscher Jurist und Abgeordneter
- Gadelha de Souza, Wivian (* 1984), brasilianische Volleyballspielerin
- Gademann, Carl Friedrich (1846–1910), deutscher Unternehmer in Schweinfurt
- Gademann, Elsa (* 1879), deutsche Theaterschauspielerin
- Gademann, Johann Georg (1754–1813), deutscher Farbenfabrikant
- Gademann, Otto (1892–1971), deutscher Rechtsanwalt
- Gademske, Matthew (* 1999), US-amerikanischer Schauspieler
- Gaden, Robert (1893–1985), deutscher Geiger
- Gadendorp, Clemens von (1560–1606), königlicher Geheimer Rat, Landrat und Amtmann von Aabenraa
- Gadenne, Paul (1907–1956), französischer Schriftsteller
- Gadenne, Volker (* 1948), deutscher Philosoph und Wissenschaftstheoretiker
- Gadenstätter, Clemens (* 1966), österreichischer Komponist und Professor für Komposition und Musiktheorie an der Universität für Musik und darstellende Kunst Graz
- Gadenstätter, Lisa (* 1978), österreichische Fernsehmoderatorin
- Gadenstedt, Dietrich von (1511–1586), gräflich-stolbergischer Stadthauptmann von Wernigerode
- Gaderer, Josef (1890–1971), österreichischer Schlosser und Politiker (CSP), Landtagsabgeordneter
- Gadermann, Ernst (1913–1973), deutscher Oberstabsarzt der deutschen Luftwaffe im Zweiten Weltkrieg
- Gades, Antonio (1936–2004), spanischer Tänzer, Choreograf und BallettdirektorAntonio Gades (1936–2004)

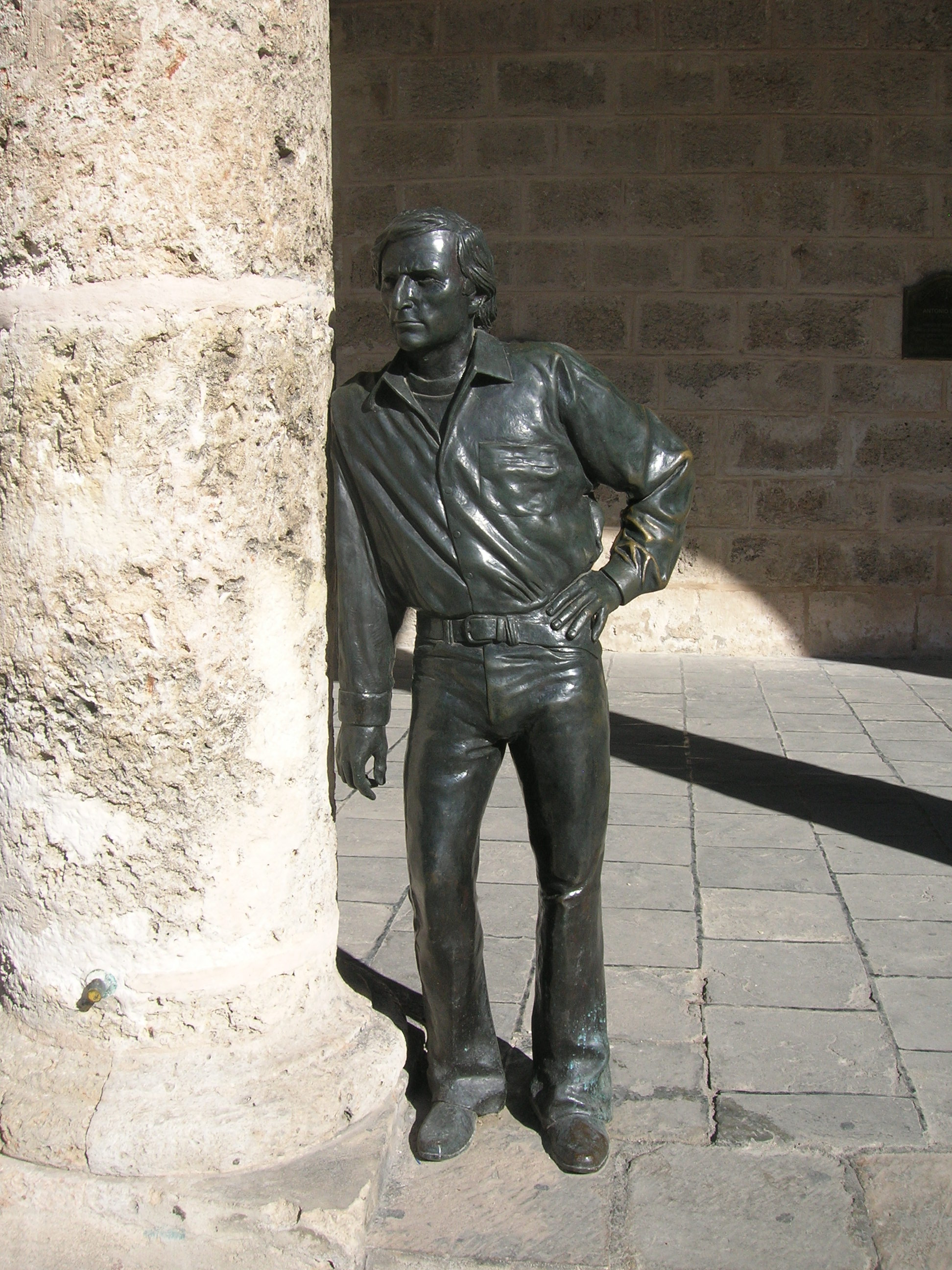
Antonio Gades (1936–2004)

- Gades, Philipp (1886–1961), deutscher Architekt, Baubeamter und Politiker
- Gadesmann, Eduard-Franz, deutscher Rugbyspieler
- Gadesmann, Frieder (1943–2014), deutscher Theologe und Pädagoge
- Gadet, Peter († 2019), südsudanesischer General

### Gadg
- Gadgaard, Josefine (* 1994), dänische Handballspielerin
- Gadgil, Ashok (* 1950), indischer Physiker
- Gadgil, Narhar Vishnu (1896–1966), indischer Politiker
- Gadgil, Sulochana (1944–2025), indische Mathematikerin, Meteorologin und Ozeanographin

### Gadh
- Gadh, Hemming († 1520), schwedischer Geistlicher und Politiker

### Gadi
- Gadia, Daniel (* 1995), philippinischer Fußballspieler
- Gadid, Geddi Abdi († 2010), somalischer Politiker
- Gadid, Omar Daher (* 1966), dschibutischer Leichtathlet
- Gadiel, Leopold (1857–1943), deutscher Theater- sowie Stummfilmschauspieler
- Gadient, Andreas (1892–1976), Schweizer Politiker (Demokratische Partei Graubündens)
- Gadient, Brigitta (* 1960), Schweizer Politikerin (BDP)
- Gadient, Brigitte (* 1963), Schweizer Skirennfahrerin
- Gadient, Markus (* 1958), Schweizer Maler und Zeichner
- Gadient, Nicole (* 1998), Schweizer Tennisspielerin
- Gadient, Ulrich (1931–2016), Schweizer Politiker
- Gadiesh, Orit (* 1951), US-amerikanisch-israelische Managerin
- Gadinger, Peter (* 1956), deutscher Fußballtorwart
- Gadiot, Peter (* 1986), britischer SchauspielerPeter Gadiot (* 1986)

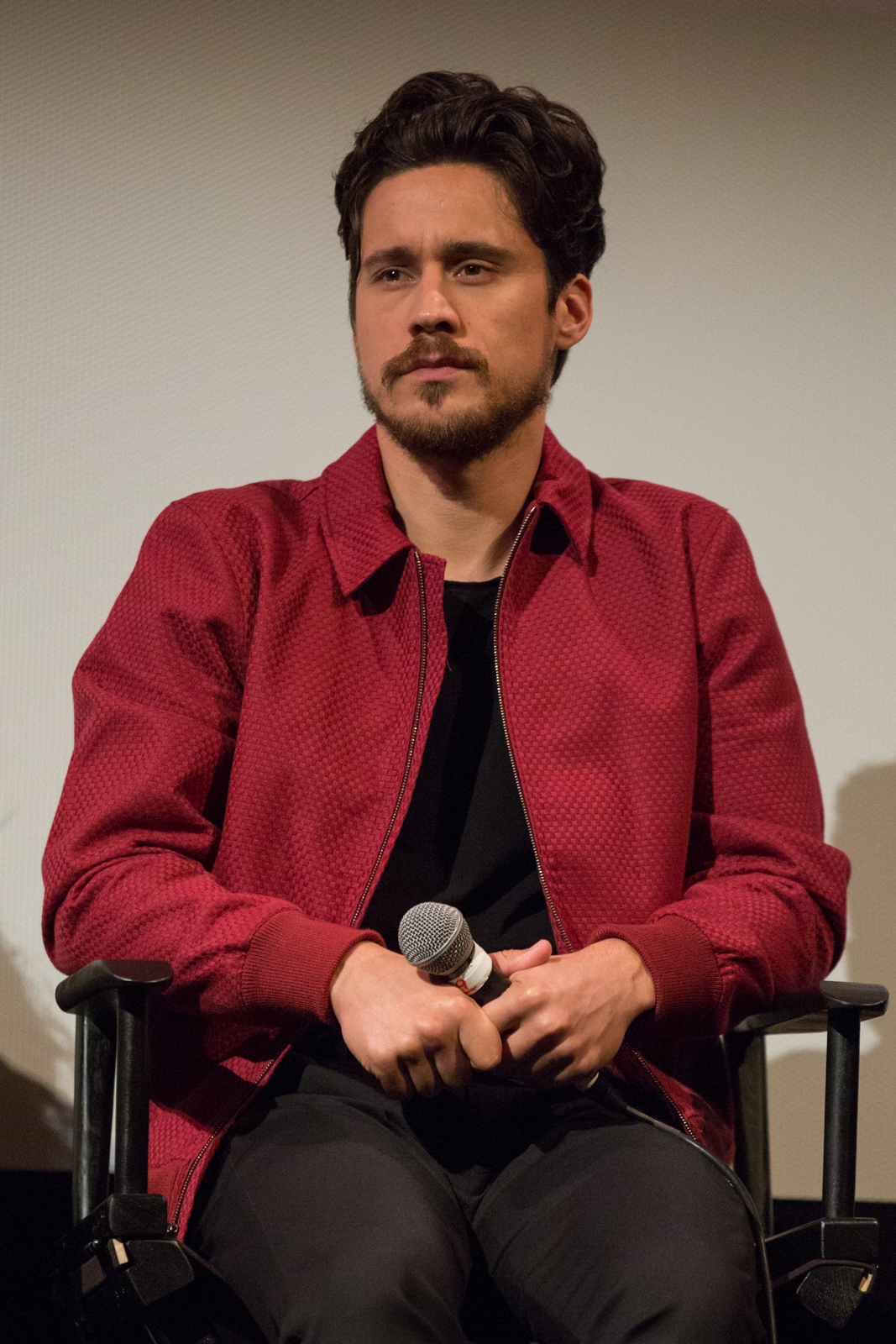
Peter Gadiot (* 1986)

- Gadir, Sayed Abdel (* 1936), sudanesischer Boxer
- Gadirova, Jennifer (* 2004), englische Kunstturnerin irischer Herkunft und aserbaidschanischer Abstammung
- Gadirova, Jessica (* 2004), britische Kunstturnerin
- Gadissow, Abdussalam Mamatchanowitsch (* 1989), russischer Ringer

### Gadj
- Gadjew, Siawusch (* 1953), aserbaidschanischer Pianist und Musikpädagoge
- Gadjo (* 1972), deutscher Musikproduzent und DJ
- Gadjovich, Jonah (* 1998), kanadischer Eishockeyspieler
- Gadjutschkina, Klawdija Michailowna (* 1910), russische Supercentenarian

### Gadk
- Gadkar, Jayshree (1942–2008), indische Schauspielerin
- Gadkari, Nitin (* 1957), indischer Politiker
- Gädke, Richard (1852–1926), deutscher Oberst und Schriftsteller
- Gädker, Georg (* 1981), deutscher Opern- und Konzert- und Liedsänger (Bariton)

### Gadl
- Gadley, Jeff (* 1955), US-amerikanischer Bobfahrer
- Gadliger, Werner (* 1950), Schweizer Fotograf und Zeichner

### Gadm
- Gadmer, Gaudenz (1819–1877), Schweizer Politiker (FDP-Liberale) und Anwalt
- Gadmer, Sylvie, französische Filmeditorin

### Gadn
- Gadner, Georg (1522–1605), württembergischer Oberrat und Kartograph
- Gadner, Helmut (* 1940), österreichischer Pädiater, Hämatologe und Onkologe

### Gado
- Gado, Boubé (1944–2015), nigrischer Historiker und Politiker
- Gado, Foumakoye (* 1950), nigrischer Politiker
- Gadó, Gábor (* 1957), ungarischer Jazz-Gitarrist und Komponist
- Gado, Halidou (* 1956), nigrischer Offizier
- Gadocha, Robert (* 1946), polnischer FußballspielerRobert Gadocha (* 1946)

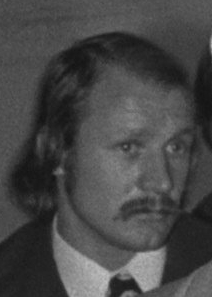
Robert Gadocha (* 1946)

- Gadoengin, Vassal (1943–2004), nauruischer Politiker
- Gadola, Robin (* 1994), Schweizer Squashspieler
- Gadolin, Axel Wilhelmowitsch (1828–1892), russischer Chemiker und Mineraloge
- Gadolin, Johan (1760–1852), finnischer Chemiker
- Gadolla, Josef von (1897–1945), österreichisch-deutscher Offizier
- Gadon, Sarah (* 1987), kanadische Schauspielerin
- Gadonneix, Pierre (* 1943), französischer Manager und Präsident der EdF
- Gadot, Gal (* 1985), israelisches Model und Schauspielerin sowie FilmproduzentinGal Gadot (* 1985)

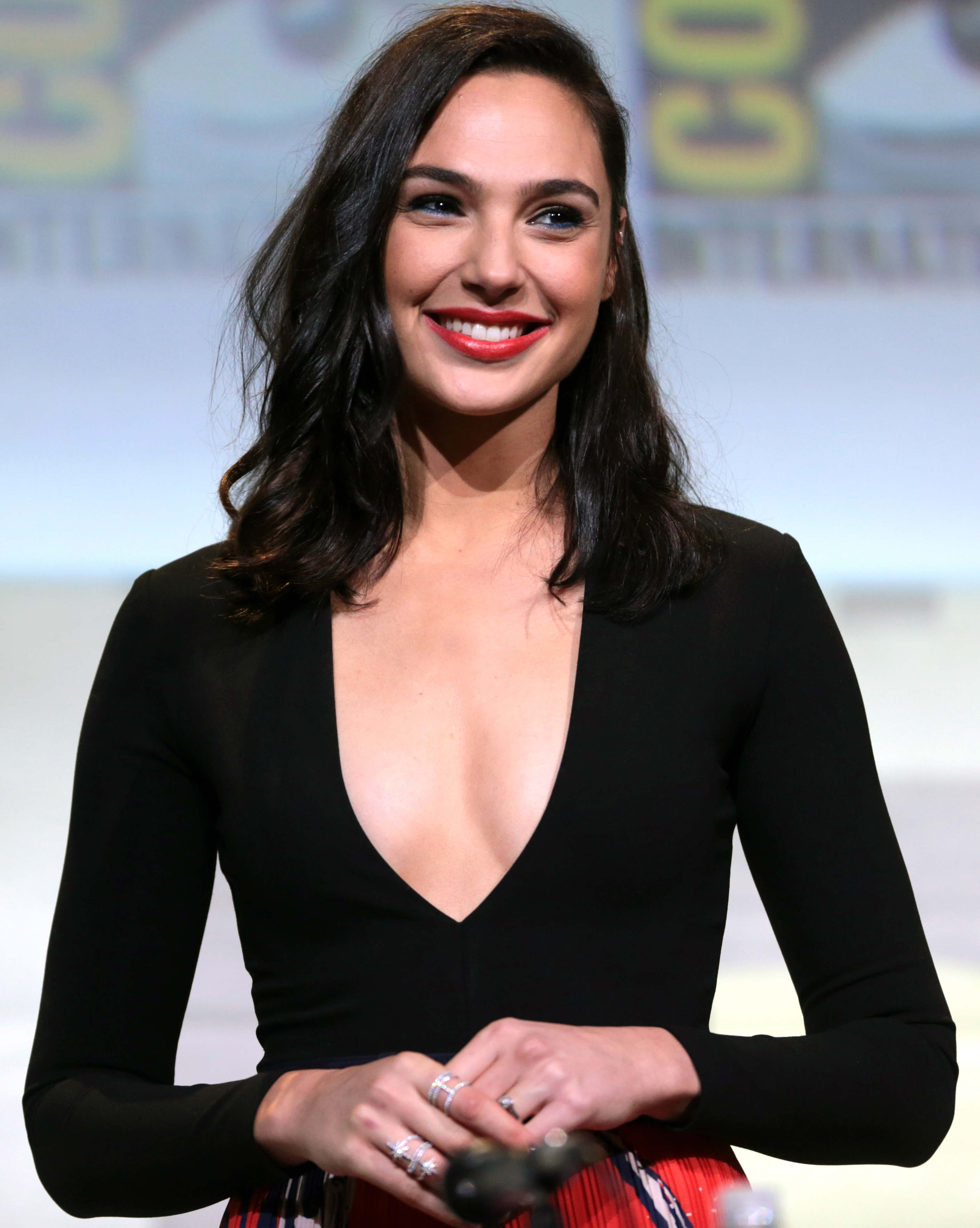
Gal Gadot (* 1985)

- Gadou, Didier (* 1965), französischer Basketballspieler
- Gadou, Joane (* 2007), französischer Fußballspieler
- Gadou, Mohamed Musa (* 1949), sudanesischer Sprinter
- Gadou, Thierry (* 1969), französischer Basketballspieler
- Gadow, August von (1802–1860), preußischer Rittergutsbesitzer und Politiker, MdA, MdH
- Gadow, Hans Friedrich (1855–1928), deutscher Zoologe
- Gadow, Hans-Joachim (1898–1978), deutscher Konteradmiral der Kriegsmarine
- Gadow, Johann Heinrich (1815–1895), deutscher lutherischer Pastor und Forschungsreisender
- Gadow, Karl (1913–1992), deutscher Politiker (SPD/SED) und Diplomat
- Gadow, Mogens von (* 1930), deutscher Schauspieler, Regisseur, Dramaturg und Synchronsprecher
- Gadow, Reinhold (1882–1945), deutscher Konteradmiral und Marineschriftsteller
- Gadow, Wilhelm (1875–1945), deutscher Reichsgerichtsrat
- Gadowski, Lukasz (* 1977), deutscher UnternehmerLukasz Gadowski (* 1977)

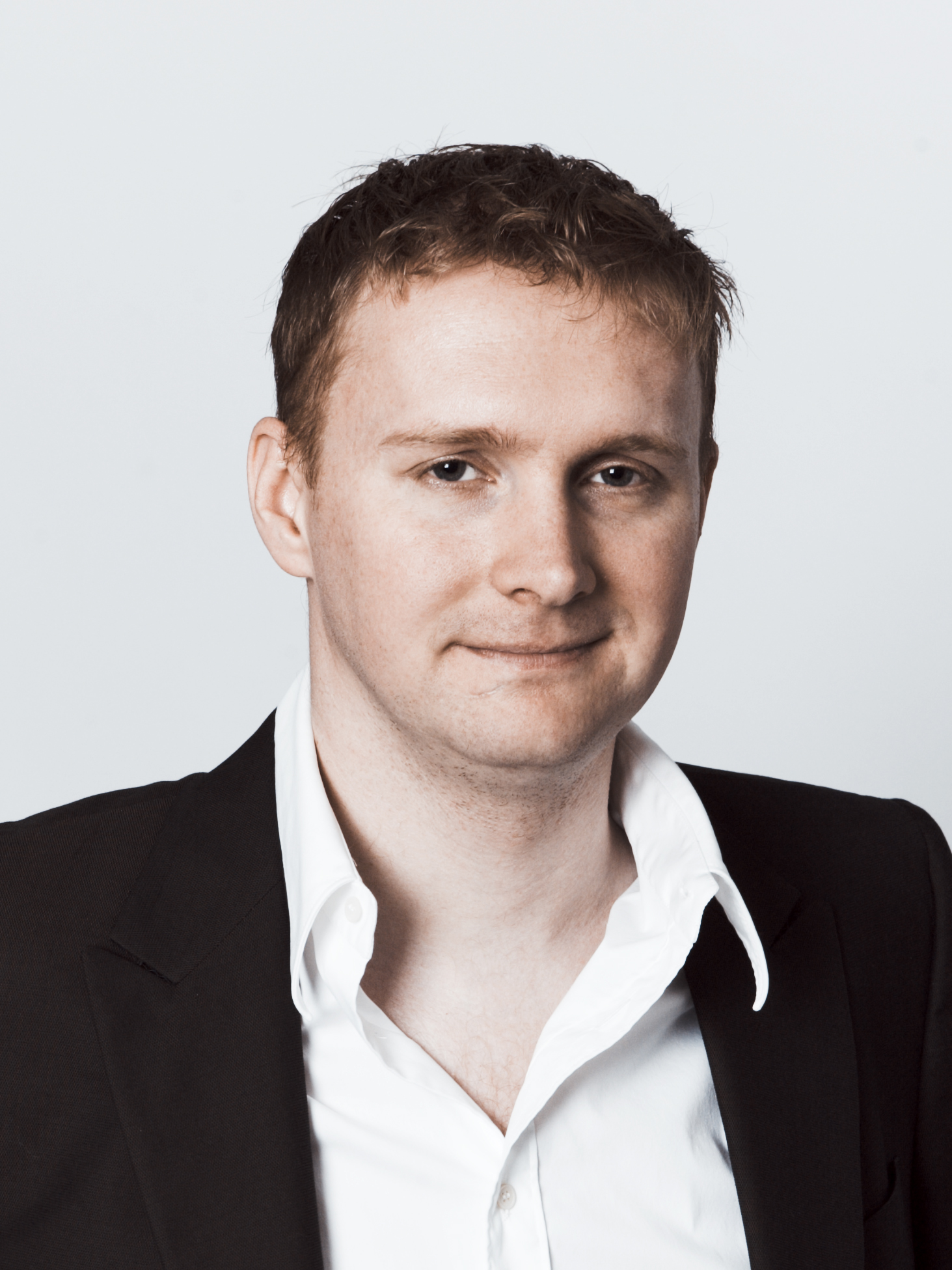
Lukasz Gadowski (* 1977)

### Gadr
- Gadre, Pradnya (* 1990), indische Badmintonspielerin
- Gadret, John (* 1979), französischer Radrennfahrer

### Gads
- Gadsby, Bill (1927–2016), kanadischer Eishockeyspieler und -trainer
- Gadsby, Hannah (* 1978), australische Entertainerin und Fernsehproduzentin
- Gadsby, Matt (1979–2006), englischer Fußballspieler
- Gadsch, Herbert (1913–2011), deutscher Kirchenmusiker und Komponist
- Gadschew, Wladimir (* 1987), bulgarischer Fußballspieler
- Gadschiew, Kristina (* 1984), deutsche Stabhochspringerin
- Gadschijew, Magomed Taschudinowitsch (* 1965), russischer Politiker
- Gadschimagomedow, Achmed (* 1990), russischer Ringer
- Gadschimagomedow, Muslim Gamsatowitsch (* 1997), russischer Amateurboxer
- Gadschimuradow, Ramasan Irbaichanowitsch (* 1998), russischer Fußballspieler
- Gadsden, Christopher (1724–1805), US-amerikanischer Händler, Offizier und Politiker der Province of South Carolina
- Gadsden, James (1788–1858), US-amerikanischer Diplomat und Offizier
- Gadsden, Thomas (1757–1791), US-amerikanischer Offizier in der Kontinentalarmee und Politiker der Province of South Carolina
- Gadsdon, Beau (* 2008), britische Schauspielerin
- Gadski, Johanna (1870–1932), deutsche Opernsängerin (Sopran)

### Gadt
- Gadt, Anna (* 1981), polnische Jazzmusikerin (Gesang)

### Gadu
- Gadú, Maria (* 1986), brasilianische Sängerin, Komponistin und Gitarrenspielerin aus dem Bereich des MPB
- Gadularow, Stefan (1899–1969), bulgarischer Schauspieler und Theaterregisseur
- Gadusek, Bonnie (* 1963), US-amerikanische Tennisspielerin

### Gady
- Gady, Franz (1937–2015), österreichischer Unternehmer
- Gady, Franz-Stefan (* 1982), österreichischer Militäranalyst, Politikberater und Journalist
- Gady, Ingrid (* 1957), österreichische Politikerin (ÖVP)
- Gady, Philipp (* 1984), österreichischer Unternehmer und Wirtschaftskammerfunktionär

### Gadz
- Gadža, Ante (* 1992), kroatischer Handballspieler
- Gadzama, Fidelis (* 1979), nigerianischer Sprinter
- Gadziała, Tina (* 1992), deutsche Fußballspielerin
- Gadżijew, Magomedmurad (* 1988), russischer, später polnischer Ringer
- Gadzinowski, Piotr (* 1957), polnischer Politiker (SLD), Mitglied des Sejm, MdEP
- Gadzuric, Dan (* 1978), niederländischer Basketballspieler